# Везучая (фильм)
«Везучая» — советский драматический фильм.

## Сюжет
Известная спортсменка, легкоатлетка Татьяна Большакова, выиграв чемпионат по бегу, объявляет своей команде и тренеру, что ждет ребёнка, с отцом которого она познакомилась на юге в отпуске. Борис оказался человеком замкнутым и мрачным, и у них не получилось остаться вместе, но Татьяна верит, что рано или поздно он к ней приедет.
Она начинает обживать квартиру, в которой, постоянно участвуя в соревнованиях, никогда не жила, и знакомится с живущей по соседству бабушкой. Вскоре у Татьяны рождаются мальчики-близнецы. Фактически, оставшись одна, Татьяна пытается и с детьми управиться, и вновь обрести былую форму. С малышами ей начинает помогать соседка Галина Тимофеевна, а затем приезжает и мама. Однако бабушка близнецов столь же неумело обращается с новорождёнными, как и их мать.
В попытках начать новую жизнь проходит время, и, наконец, к Тане возвращается Борис.

## В ролях
- Елена Майорова — Татьяна Большакова
- Сергей Газаров — Борис
- Галина Скоробогатова — Галина Тимофеевна, соседка Тани
- Валерий Баринов — Григорий Петрович, тренер
- Людмила Давыдова — мама Тани
- Ольга Лебедева — подруга Тани
- Антон Табаков — сосед Бориса
- Ирина Ладыгина — мама Бориса

## Ремейк
22 сентября 2013 в прокат вышел одноимённый ремейк фильма, режиссёром которого является Роман Просвирнин, известный как режиссёр фильмов «Позвони в мою дверь», «Каждый за себя», «Уравнение со всеми известными», «Когда мы были счастливы», «Террор любовью», «Соучастники».[значимость факта?]